# La página en blanco
La página en blanco es una ópera de Pilar Jurado (compositora y libretista), dividida en prólogo y dos actos. Fue compuesta por encargo del Teatro Real y se estrenó el 11 de febrero de 2011 en el Teatro Real, Madrid, bajo la dirección musical de Titus Engel y la dirección de escena de David Hermann;  y con la propia Jurado en el papel de Aisha Djarou, coprotagonista de la obra.
El estreno de la ópera obtuvo una acogida favorable por parte del público, aunque obtuvo críticas desiguales respecto al libreto. La ópera está formada por un prólogo y dos actos. El primer acto cuenta con cuatro escenas; y, el segundo, con nueve.

## Personajes
| Personaje      | Tipo de voz   | Intérprete en el estreno (11 de febrero de 2011) |
| -------------- | ------------- | ------------------------------------------------ |
| Ricardo Estapé | Barítono      | Otto Katzameier                                  |
| Xavi Navarro   | Tenor lírico  | Nikolai Schukoff                                 |
| Aisha Djarou   | Soprano       | Pilar Jurado                                     |
| Marta Stewart  | Mezzosoprano  | Natascha Petrinsky                               |
| Gérard Musy    | Barítono-bajo | Hernán Iturralde                                 |
| Kobayashi      | Contratenor   | Andrew Watts                                     |
| Ramón Delgado  | Tenor ligero  | José Luis Sola                                   |

## Sinopsis
Tiempo: época indeterminada.
Lugar: Habitación del compositor, un espacio público y un laboratorio.

### Prólogo
El coro introduce la oposición entre libertad («El futuro es una página en blanco...») y destino («Dicen que cada hombre elige su destino. ¡Cómo se ríen los dioses al oír eso!»).

### Acto 1
Ricardo Estapé, en su habitación, se encuentra incapaz de componer una ópera. Recibe un mensaje de correo electrónico que muestra una página en blanco, lo que le desconcierta. Entonces entra Marta, su exmujer, que le irrita al amenazarlo con quedarse con su música. Esta provocación despierta la creatividad del compositor. Se muestra el proceso creativo de Ricardo, que está soñando con su ópera. La llegada de un nuevo e-amil le despierta, y observa asombrado que se trata de todo lo que había escrito, seguido de una página en blanco. Su confusión es interrumpida por la llegada de su amigo Xavi Navarro, doctor en cibernética, que le propone incluir un cibercantante en la ópera que se encuentra componiendo. Ricardo se muestra contrario, pero Xavi termina convenciéndolo. Posteriormente llega Gérard Musy, director del teatro, y poco después la soprano Aisha Djarou, que se quedará a solas con Ricardo para trabajar en los fragmentos que deberá interpretar. Aisha empieza a cantar, pero se muestra perpleja ante la falta de emoción de la música de Ricardo, que en ese momento se enamora de Aisha.
Se produce entonces un cambio de escenario. La acción se traslada de la habitación de Ricardo a un lugar público futurista, donde Aisha se reúne con Gérard. Ha pasado algún tiempo y ella comenta que la situación se está volviendo insostenible, ya que Ricardo muestra cada vez más interés por ella. Gérard, sin embargo, le anima a seguir argumentando que no existe un sentimiento más fuerte que el ammor, y Ricardo necesita emociones para crear. Entonces entra en escena Marta junto a un periodista, Ramón Delgado, que también desea formar parte del proyecto. Marta recuerda en todo momento que el proyecto depende de su autorización. Cada personaje expresa su postura ante el proyecto, finalizando así el primer acto.

### Acto 2
Ricardo espera la llegada de Xavi y el robot cantante, y recibe otro de los incómodos mensajes de correo electrónico, que como siempre muestra todo lo que el compositor ha compuesto hasta el momento seguido de una página en blanco. Aparece entonces Xavi con el robot Kobayashi, que es una copia cibernética de Ricardo. Compositor y robot mantienen un diálogo cercano al monólogo, pues el robot es capaz de decir lo que Ricardo a la vez que este. Se muestra otra escena de la ópera, protagonizada por Kobayashi, que realiza un aria virtuosística acompañado por el coro. La escena vuelve al estudio del compositor, que ya ha concluido su ópera. Aisha vive con él desde hace algún tiempo. Ricardo se encuentra exhausto pero alegre de haber terminado su ópera. Se siente realizado, aunque afirma que quedan muchas páginas en blanco. Acude junto a Aisha y duerme.
Una vez dormido, la escena sufrirá un gran cambio que llevará a un sorprendente final, que mostrará tanto el final de la ópera como el de la ópera dentro de la ópera.

## Instrumentación
Se trata de una orquesta clásica, con especial desarrollo de la percusión. Así mismo, la ópera destaca por la aparición de nuevas sonoridades como el aviso de un mensaje de correo electrónico o el timbre de la puerta.